# Daleszyce
Daleszyceⓘ é uma cidade no sudeste da Polônia. Pertence à voivodia de Santa Cruz, no condado de Kielce. É a sede da comuna urbano-rural de Daleszyce. Centro urbano da aglomeração de Kielce.
Estende-se por uma área de 15,5 km², com 2 737 habitantes, segundo o censo de 31 de dezembro de 2024, com uma densidade populacional de 177 hab./km².
Era uma cidade do Bispado de Cracóvia, na voivodia de Sandomierz, no último quarto do século XVI. Uma cidade governamental da Polônia do Congresso, estava localizada em 1827, no condado de Kielce, região de Kielce na voivodia de Cracóvia.

## Localização
Segundo dados de 31 de dezembro de 2023, a área da cidade era de 15,5 km².
Entre 1975 e 1998, a cidade pertenceu administrativamente à voivodia de Kielce.
A  trilha turística azul de Chęciny a Łagów passa pela cidade.
Ela é acessível a partir de Kielce pela linha de ônibus n.º 11 do transporte público.

## História
Daleszyce pertenceu aos bispos de Cracóvia quase desde o início de sua existência, graças às doações principescas. Em 1220, o bispo Iwon Odrowąż mandou construir aqui a igreja paroquial de São Miguel; hoje, em seu lugar, há uma igreja de um período muito posterior, ampliada em 1912, na qual, na parede sul da capela, há um relógio de sol de 1629 e, em seu interior, uma pintura da Virgem Maria do século XVI. Em 1362, o rei Casimiro, o Grande, visitou a cidade. Em 1569, por intercessão do bispo Filip Padniewski, Daleszyce recebeu os direitos de cidade (esse privilégio, concedido por Sigismundo II Augusto, foi revogado em 1869 devido à participação dos habitantes na Revolta de Janeiro e restaurado no início de 2007 por um decreto do Conselho de Ministros de 27 de julho de 2006.)
Uma comunidade judaica se instalou no vilarejo em 1869. Conforme o censo de 1937, havia 525 judeus vivendo em Daleszyce, que foram deportados pelos alemães para o campo de extermínio de Treblinka durante a Segunda Guerra Mundial.
Durante a guerra, a vizinhança de Daleszyce foi um local de ações partidárias, principalmente da unidade “Barabasz” do Exército Nacional (a mais importante delas ocorreu em 26 de julho e 3 de agosto de 1944).
Em 3 de agosto de 1944, a unidade “Barabasz” atacou uma unidade alemã que estava pacificando Daleszyce. A seu pedido, a brigada “Grunwald” do Exército Nacional, sob o comando do major Józef Sobiesiak (pseudônimo de “Maks”), veio em auxílio da unidade do Exército Nacional, direcionando seis morteiros para a batalha. Os tiros de morteiro disparados em uma colina próxima causaram a morte de 22 nazistas e a fuga dos demais. Os reféns que os alemães queriam sequestrar também foram libertos. Em retaliação, em 5 de agosto de 1944, dezesseis pessoas sequestradas de Daleszyce foram assassinadas em Górno com crueldade e sadismo especiais pelo Corpo de Cavalaria dos Calmucos. Depois de alguns dias, em 12 de agosto de 1944, as unidades da Wehrmacht primeiro bombardearam Daleszyce com artilharia e depois incendiaram a aldeia. Na praça central há um memorial em homenagem aos assassinados.
Ao longo dos séculos, Daleszyce foi repetidamente assolada por incêndios; seus edifícios atuais foram erguidos no modelo da antiga arquitetura Świętokrzyskie em 1946.
Em 1972, o clube esportivo de futebol “Spartakus Daleszyce” foi fundado no vilarejo. Na temporada 2024/2025, ele disputa a Taça da Polônia Chemar Rurociągi, grupo: Świętokrzyski ZPN

## Demografia
Conforme os dados do Escritório Central de Estatística da Polônia (GUS) de 31 de dezembro de 2024, Daleszyce é uma cidade muito pequena com uma população de 2 737 habitantes (25.º lugar na voivodia de Santa Cruz e 763.º na Polônia), tem uma área de 15,5 km² (17.º lugar na voivodia de Santa Cruz e 420.º lugar na Polônia) e uma densidade populacional de 177 hab./km² (34.º lugar na voivodia de Santa Cruz e 875.º lugar na Polônia). Entre 2007–2024, o número de habitantes diminuiu 7,6%.
Os habitantes de Daleszyce constituem cerca de 1,29% da população do condado de Kielce, constituindo 0,24% da população da voivodia de Santa Cruz.
| Descrição                         | Total      | Total    | Mulheres   | Mulheres | Homens     | Homens   |
| --------------------------------- | ---------- | -------- | ---------- | -------- | ---------- | -------- |
| unidade                           | habitantes | %        | habitantes | %        | habitantes | %        |
| população                         | 2 737      | 100      | 1 370      | 50,1     | 1 367      | 49,9     |
| área                              | 15,5 km²   | 15,5 km² | 15,5 km²   | 15,5 km² | 15,5 km²   | 15,5 km² |
| densidade populacional (hab./km²) | 177        | 177      | 88,7       | 88,7     | 88,3       | 88,3     |

## Monumentos históricos
Os seguintes objetos foram inscritos no registro de monumentos imóveis:
- Traçado urbano
- Igreja paroquial de São Miguel Arcanjo datada dos séculos XIII e XVII, reconstruída entre 1907–1920, com a torre sineira datada de 1833
- Cemitério paroquial com uma capela
- Capela à beira da estrada de São João Nepomuceno de meados do século XIX
- Casas de madeira na rua Głowackiego n.º 9, 11, 14, 15, 16, do século XIX até a primeira metade do século XX

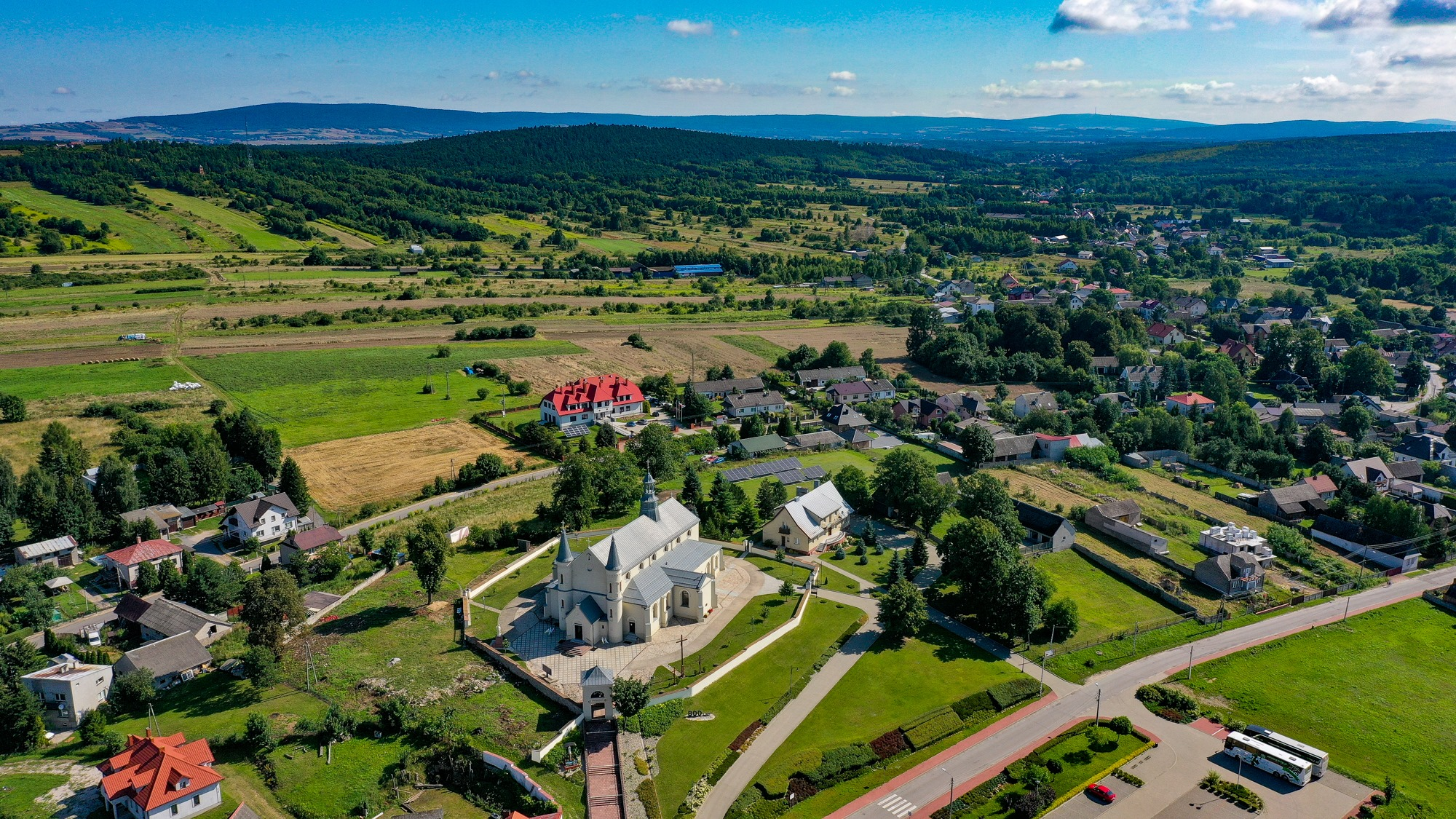
Daleszyce e a serra de Łysogórskie
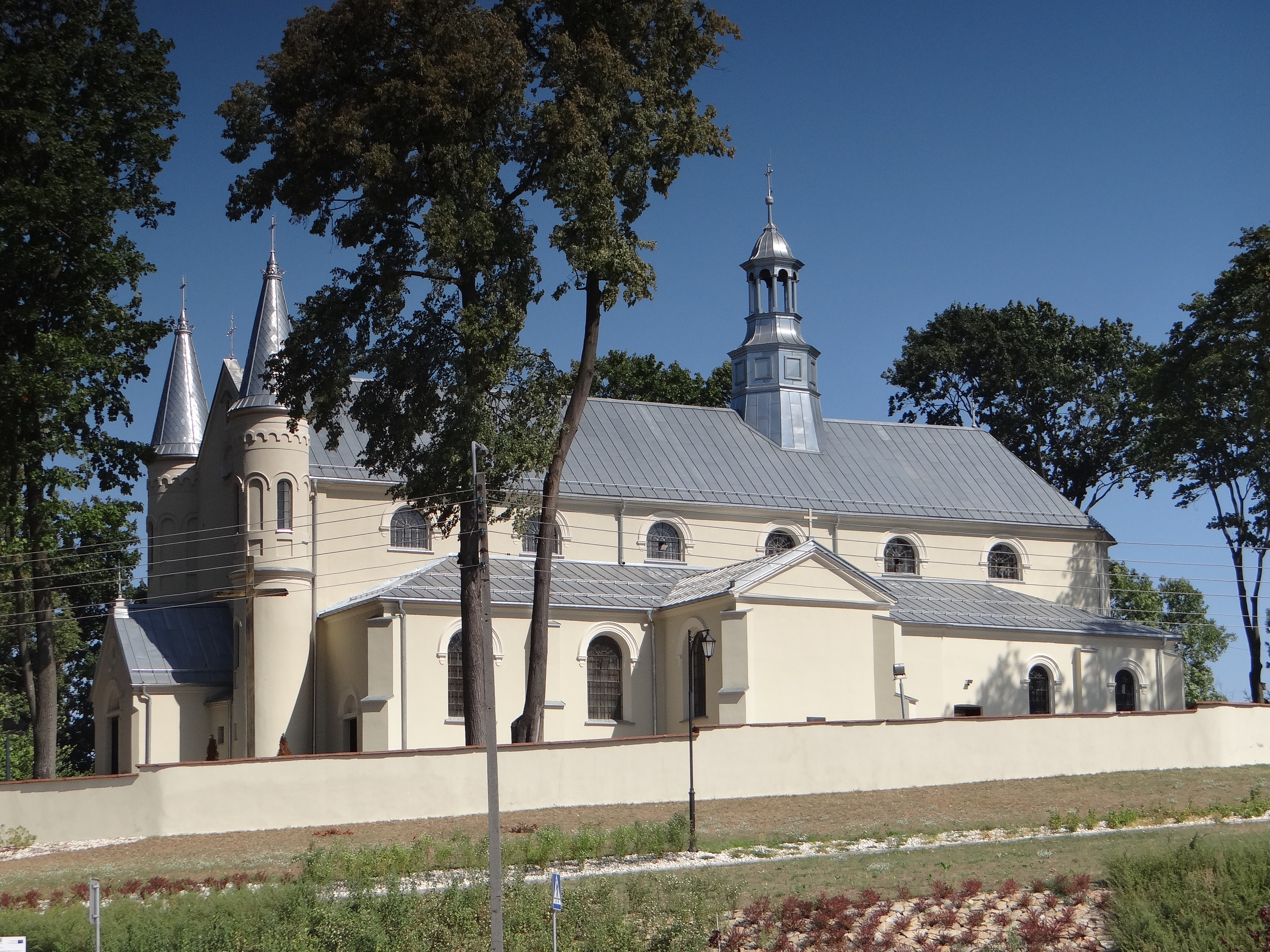
Igreja de São Miguel Arcanjo
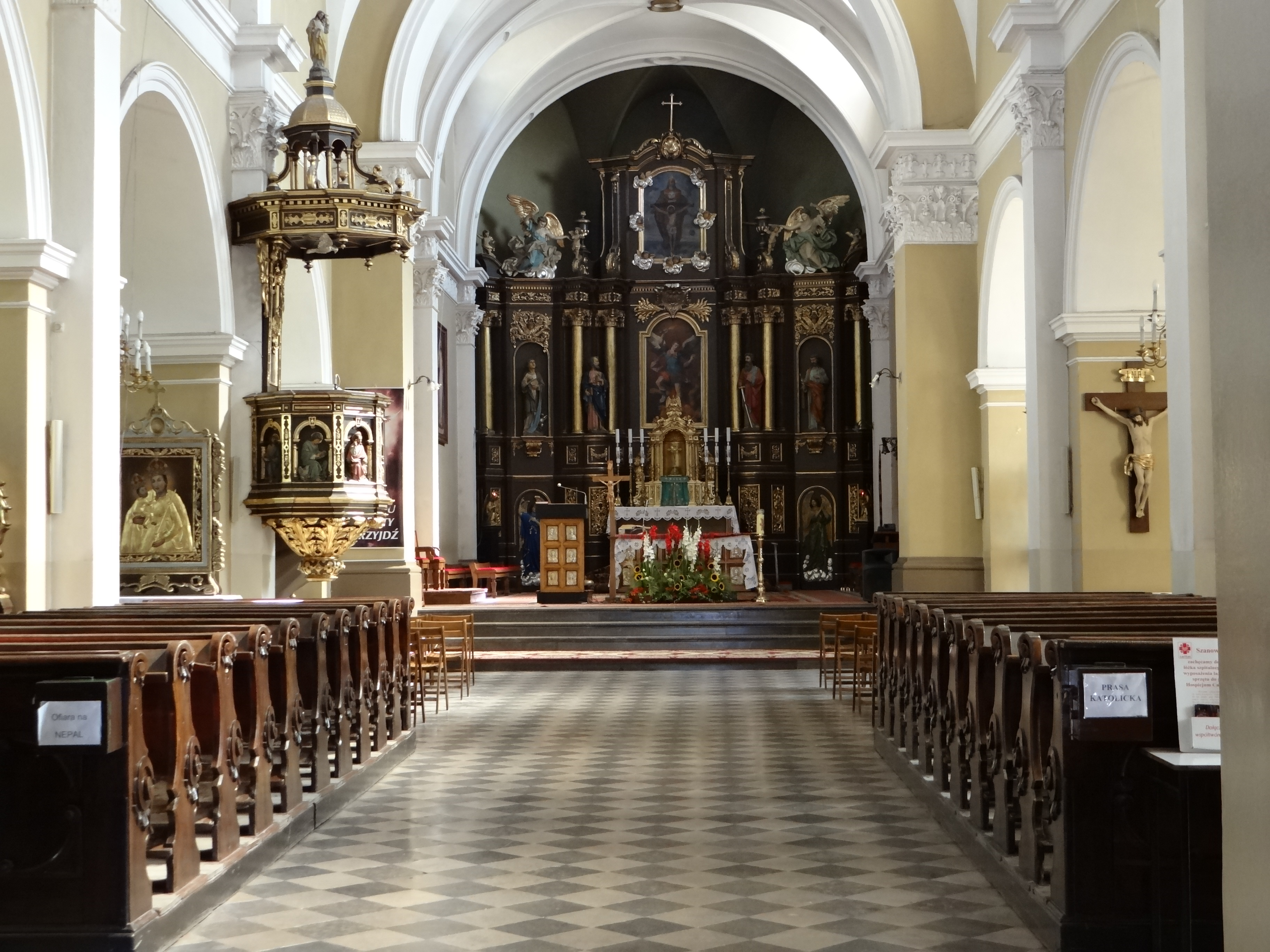
Interior da igreja de São Miguel Arcanjo
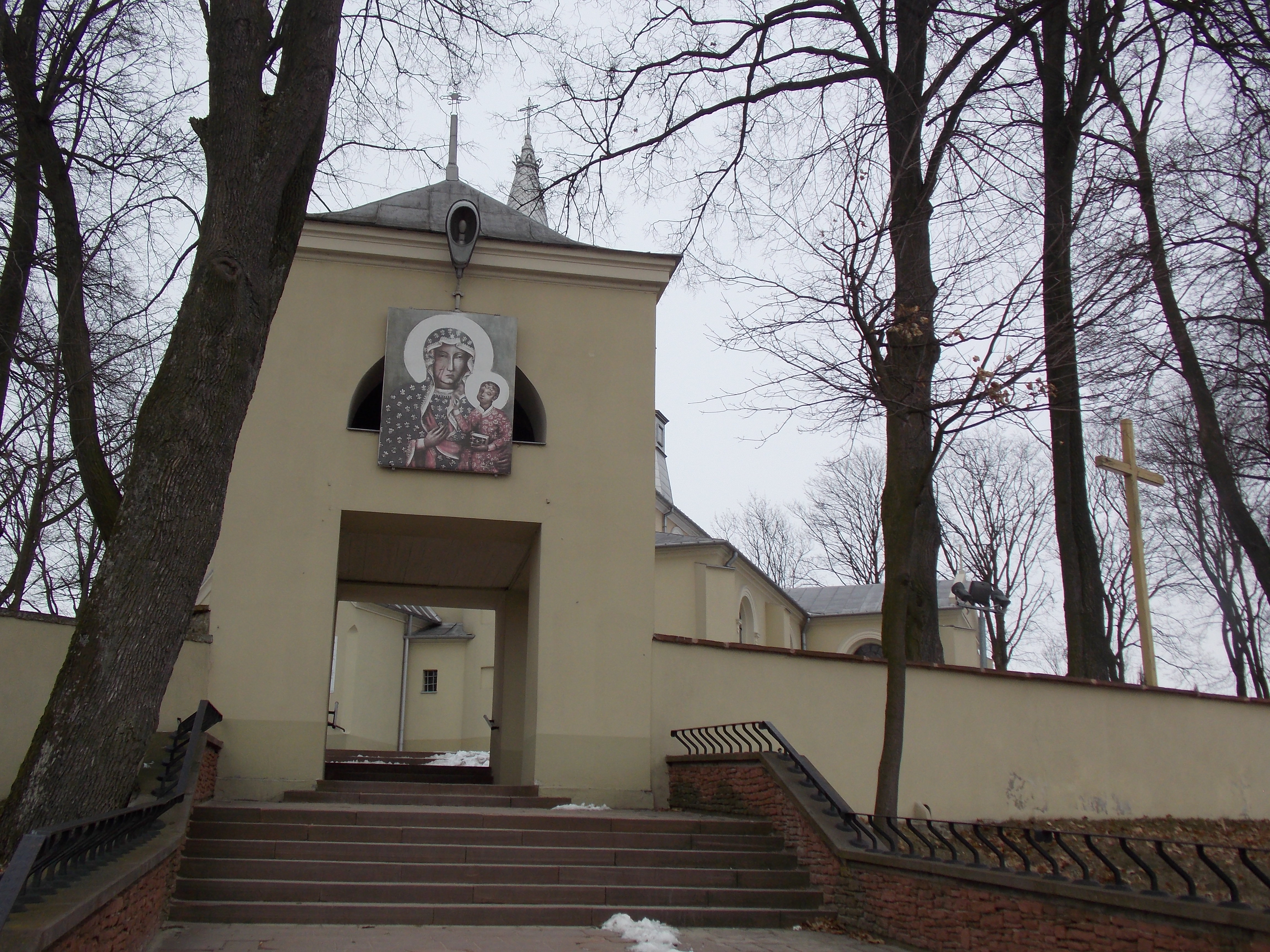
Campanário da igreja de São Miguel Arcanjo
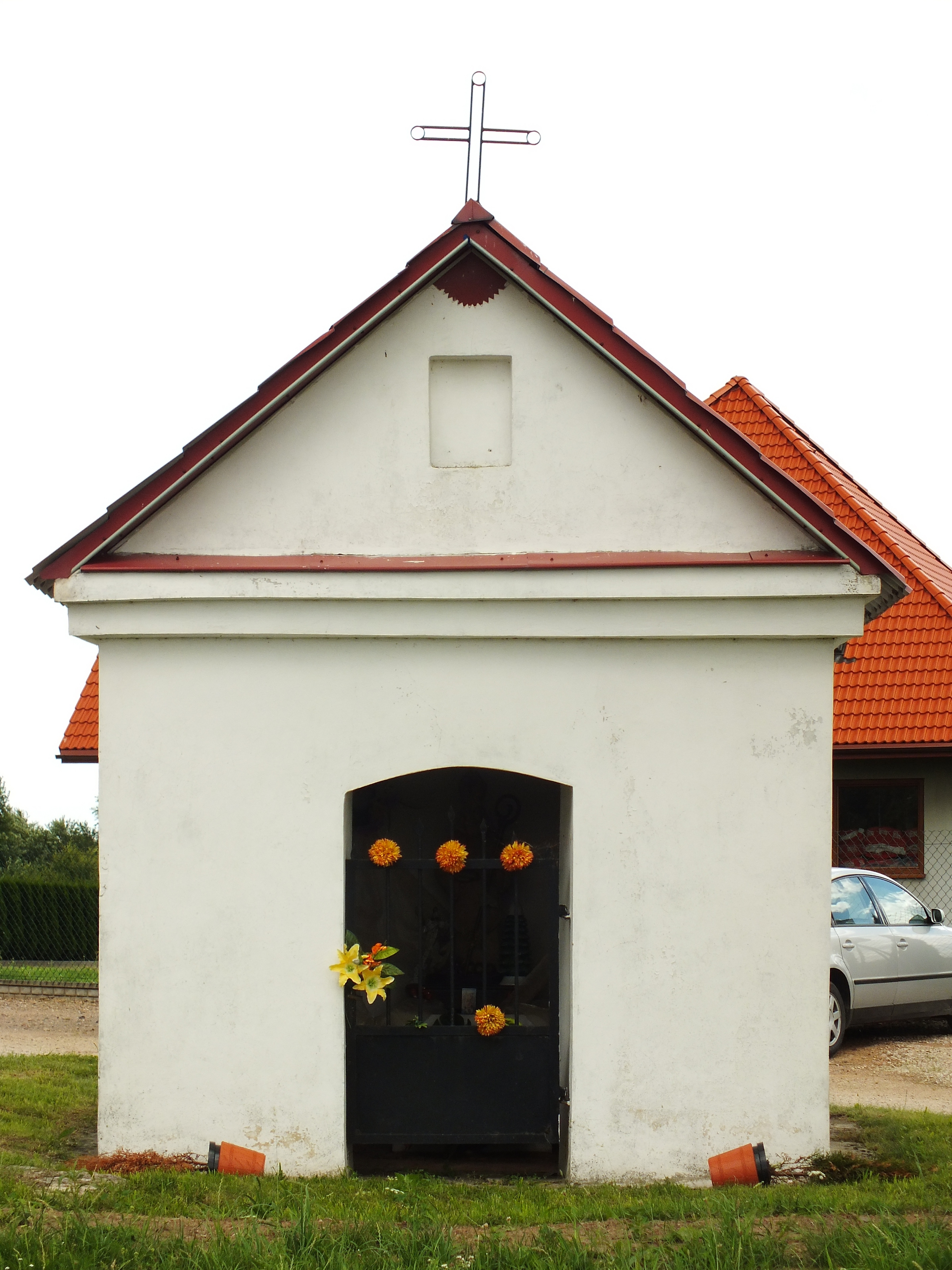
Capela de São João Nepomuceno
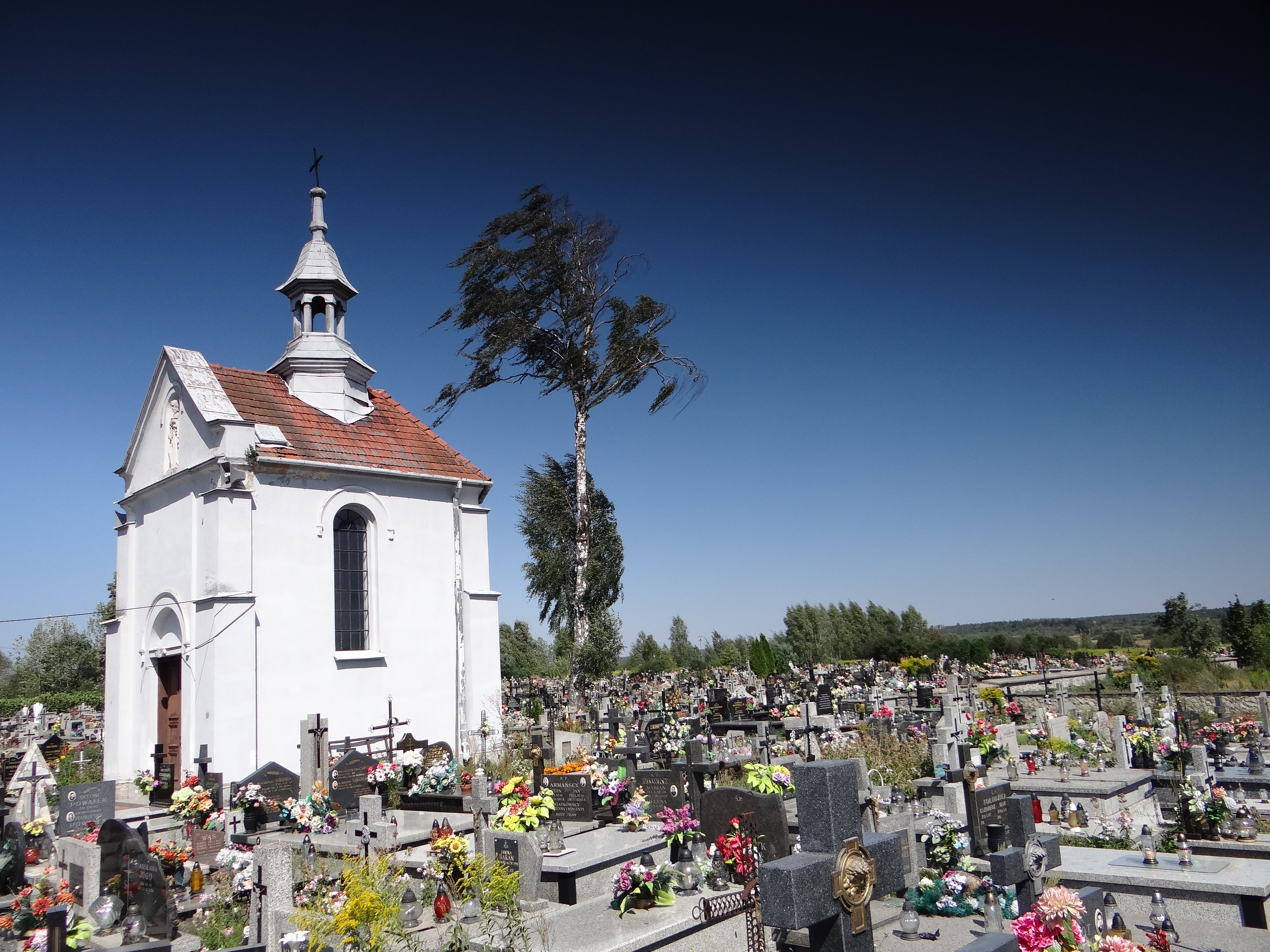
Cemitério paroquial com capela
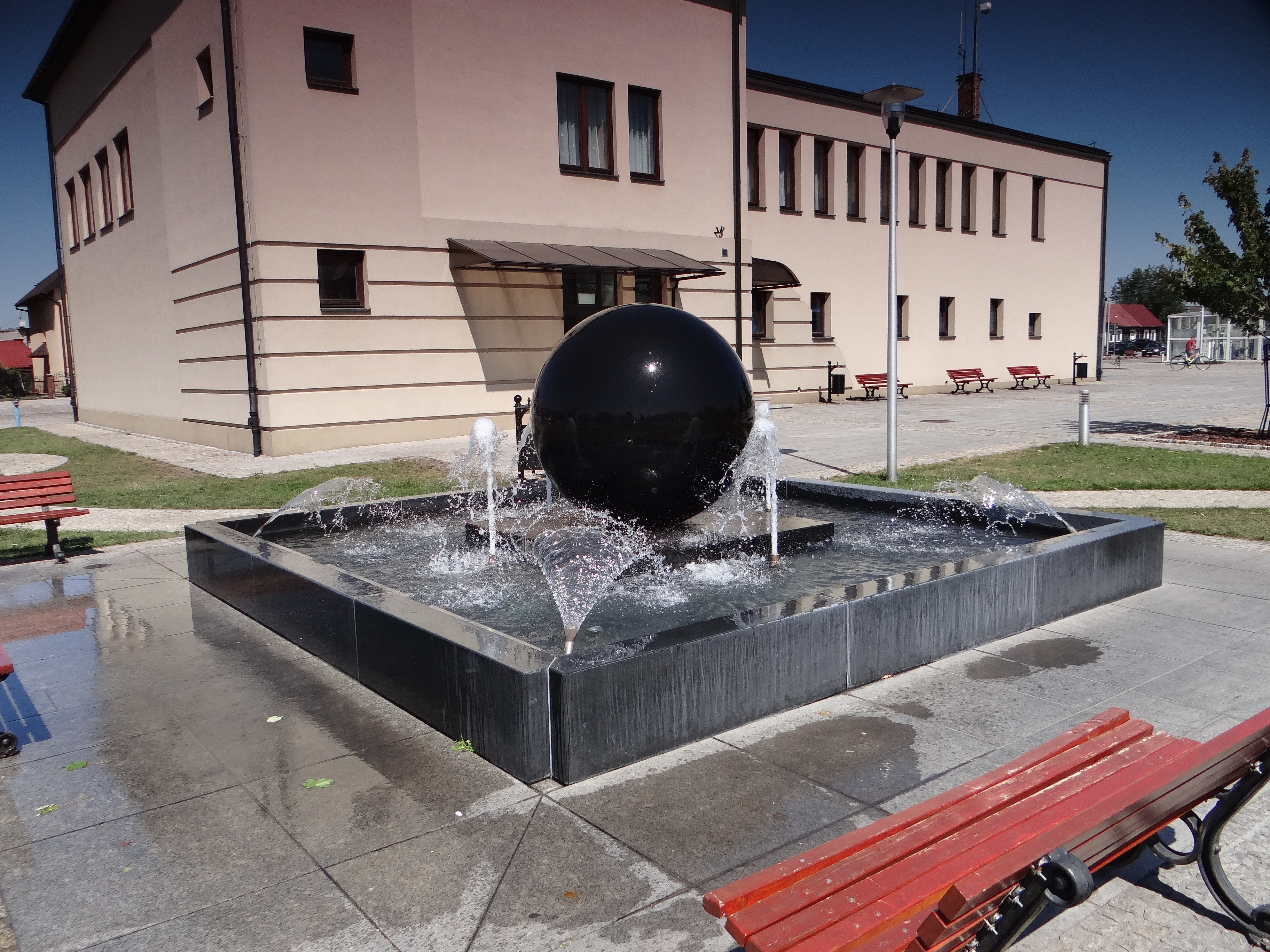
Praça principal
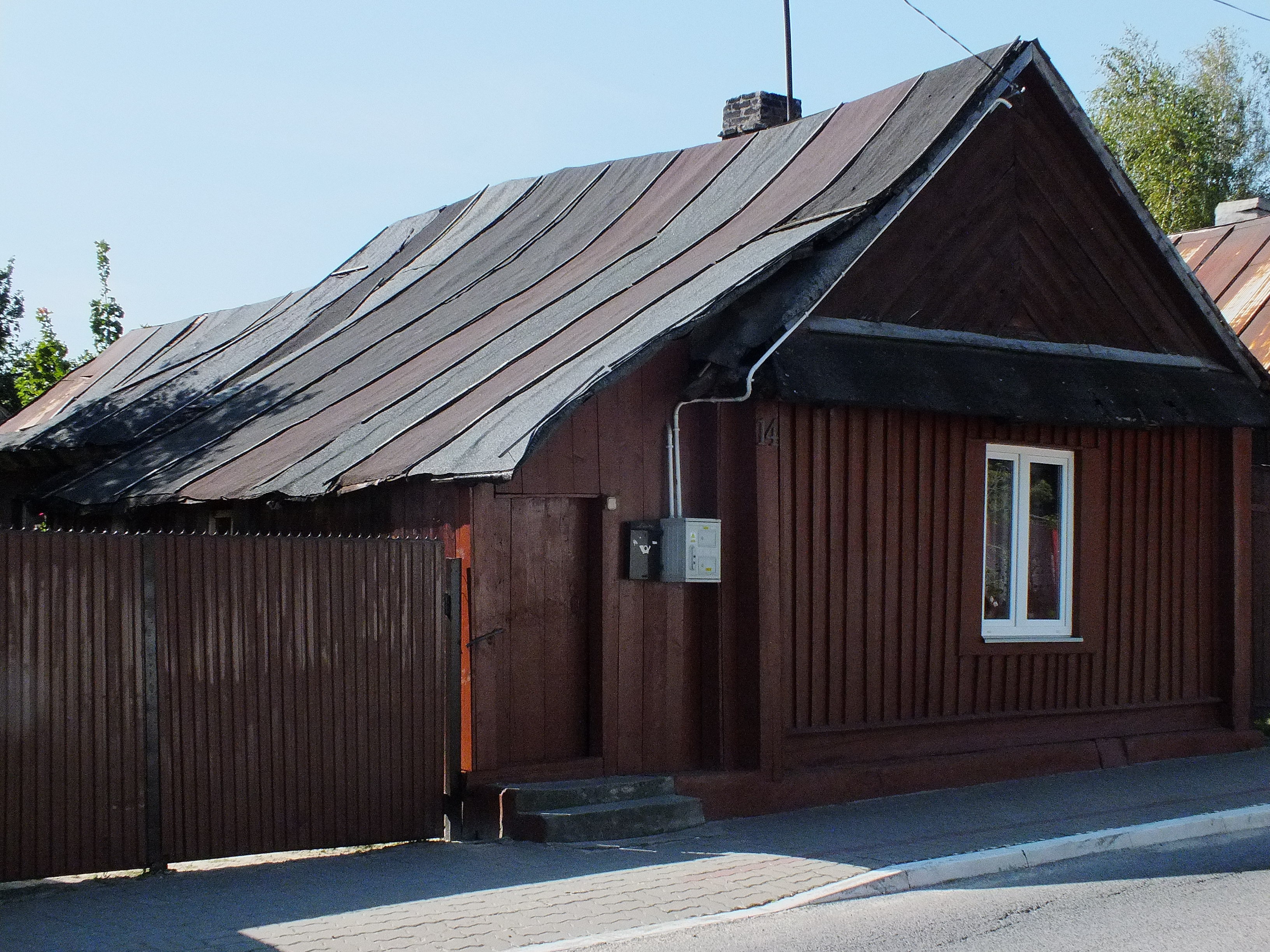
Casa de madeira na rua Głowackiego
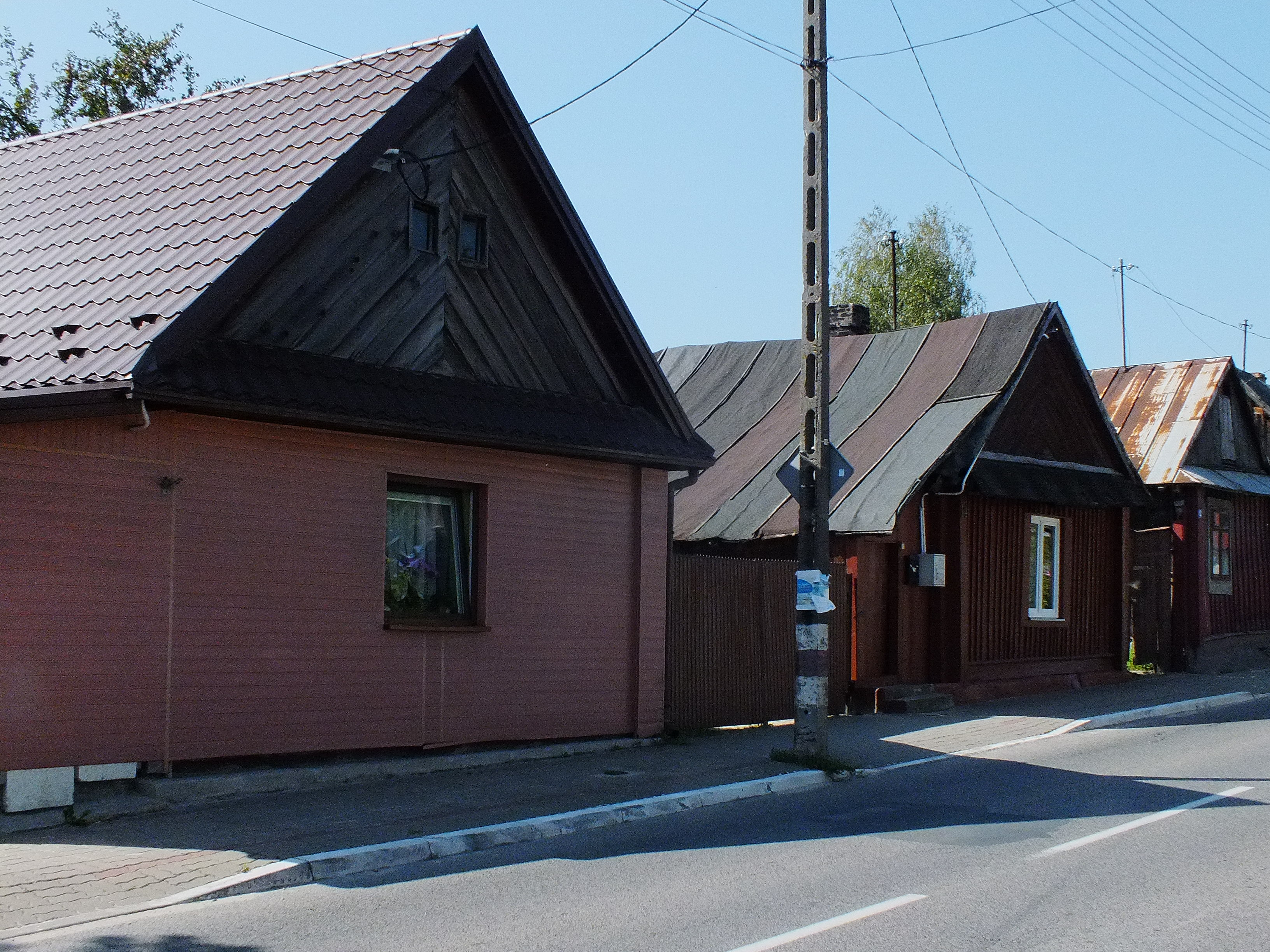
Casa de madeira na rua Głowackiego
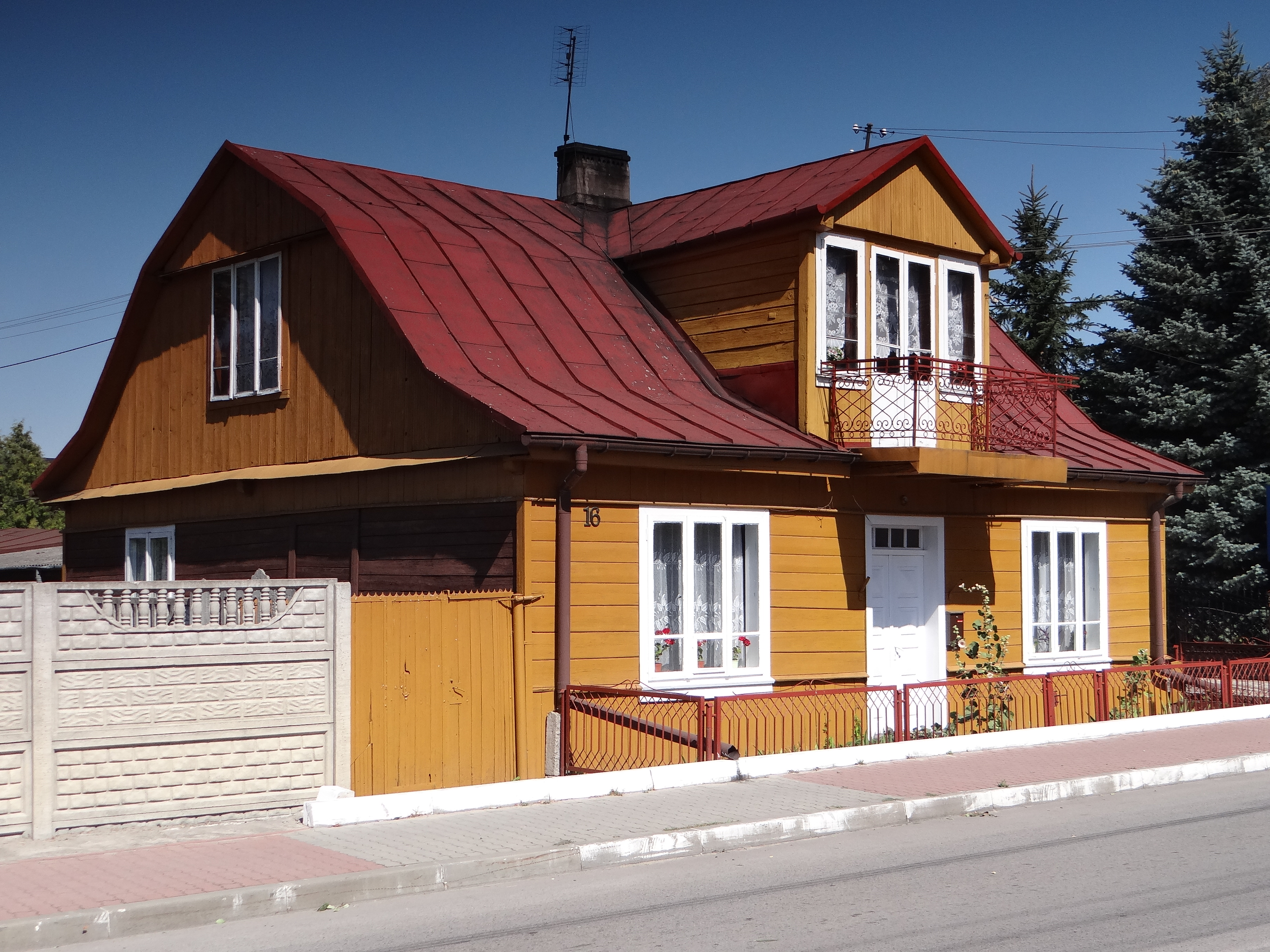
Edifício antigo
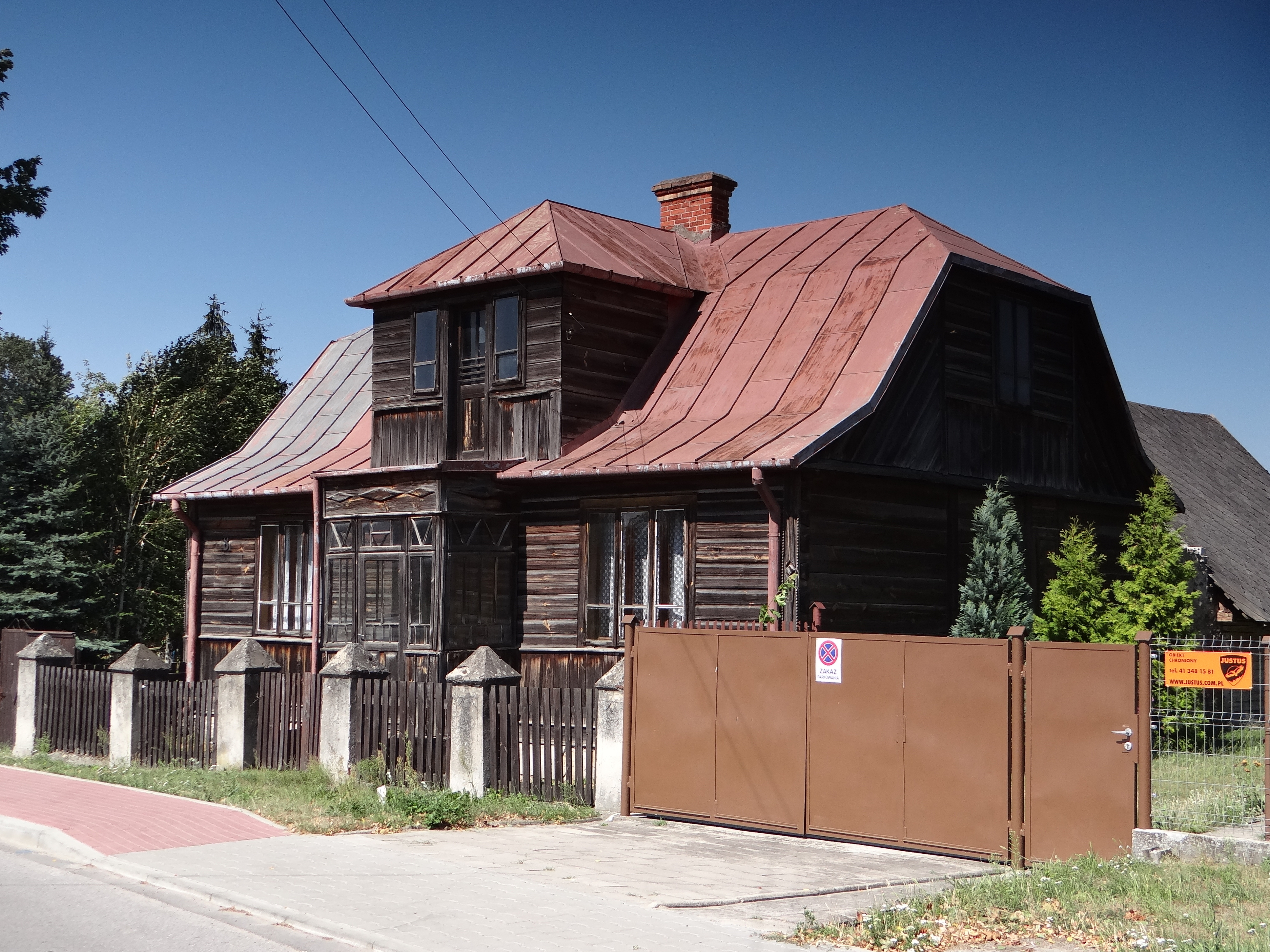
Edifício antigo
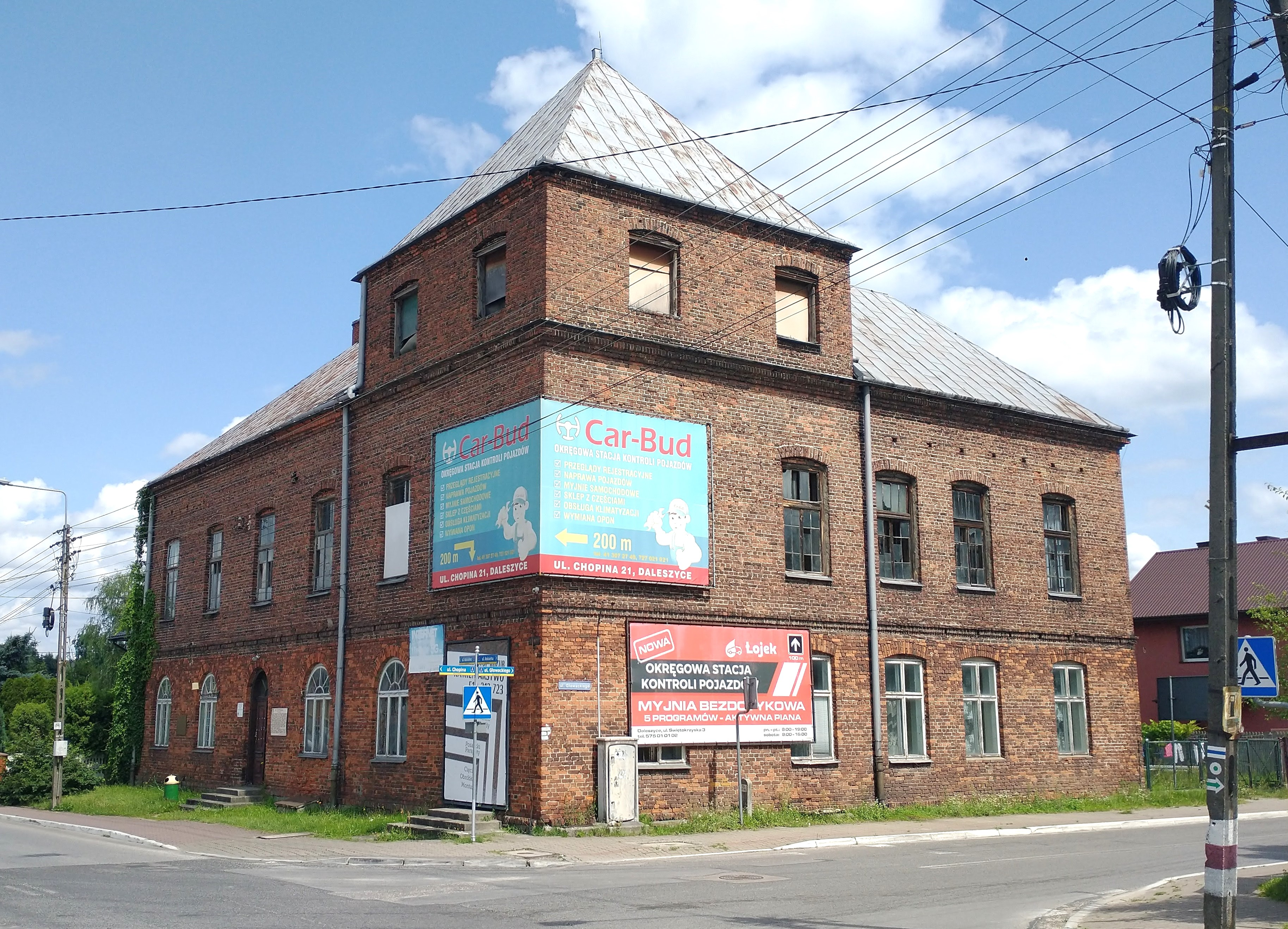
Casa do Povo (paróquia)
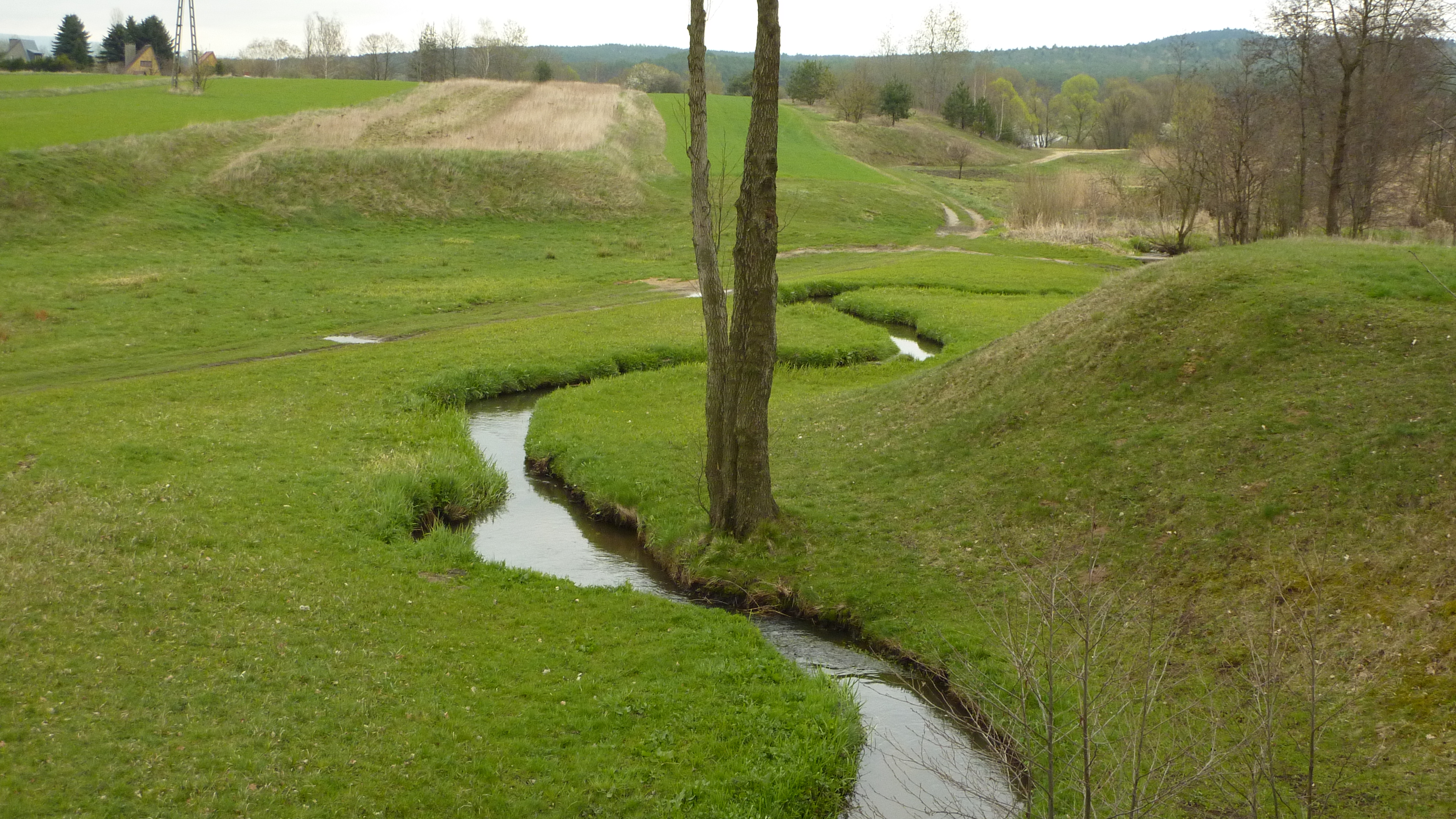
Rio Zagórka

## Comunidades religiosas
- Igreja Católica de Rito Latino:
  - Paróquia de São Miguel Arcanjo[15]
- Testemunhas de Jeová:
  - Igreja em Daleszyce (Salão do Reino, rua Zagórze, 12a)